# Charles Grafly

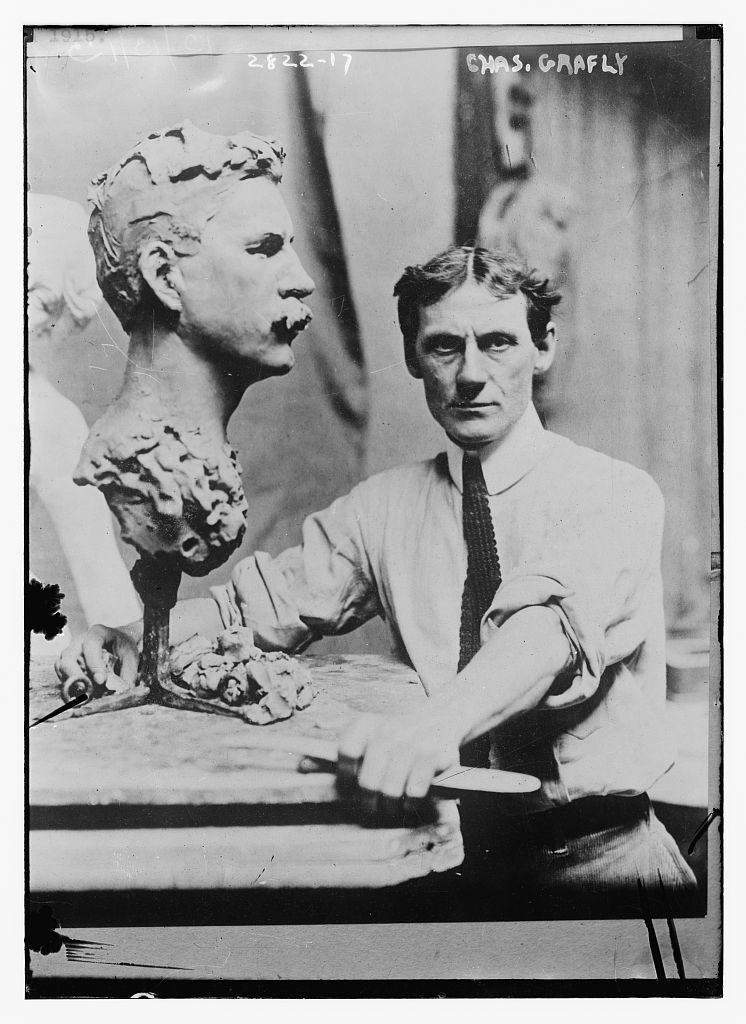
Charles Grafly bei der Arbeit an seiner Büste von Edward W. Redfield (um 1909). Bain News Service

Charles Allan Grafly, Jr. (* 3. Dezember 1862 in Philadelphia, Pennsylvania; † 5. Mai 1929 ebenda) war ein US-amerikanischer Bildhauer und Kunstpädagoge. Er zählt zu den bedeutendsten amerikanischen Bildhauern des späten 19. und frühen 20. Jahrhunderts.

## Leben
Charles Grafly wurde als jüngstes von acht Kindern einer deutsch-niederländischen Quäkerfamilie in Philadelphia geboren. Im Alter von 17 Jahren begann er eine Ausbildung bei Struthers Stoneyard, einem der größten Steinmetzbetriebe der Stadt, und arbeitete unter der Leitung von Alexander Milne Calder an der Dekoration des Rathauses von Philadelphia. Gleichzeitig besuchte er Abendkurse am Spring Garden Institute und studierte ab 1884 an der Pennsylvania Academy of the Fine Arts (PAFA) bei Thomas Eakins. 1888 zog er nach Paris, wo er an der Académie Julian bei Henri Chapu und an der École des Beaux-Arts studierte. 1891 stellte er sein erstes bedeutendes Werk, den lebensgroßen weiblichen Akt Mauvais Présage (Schlechtes Omen), im Pariser Salon aus. Nach dem Tod seines Vaters kehrte Grafly 1892 nach Philadelphia zurück und begann eine 37-jährige Lehrtätigkeit an der PAFA. Zu seinen Schülern zählten Paul Manship, Albin Polasek und Walker Hancock. Er lehrte auch am Museum of Fine Arts in Boston. Grafly verunglückte 1929 bei einem Verkehrsunfall und starb kurz darauf.

## Werk

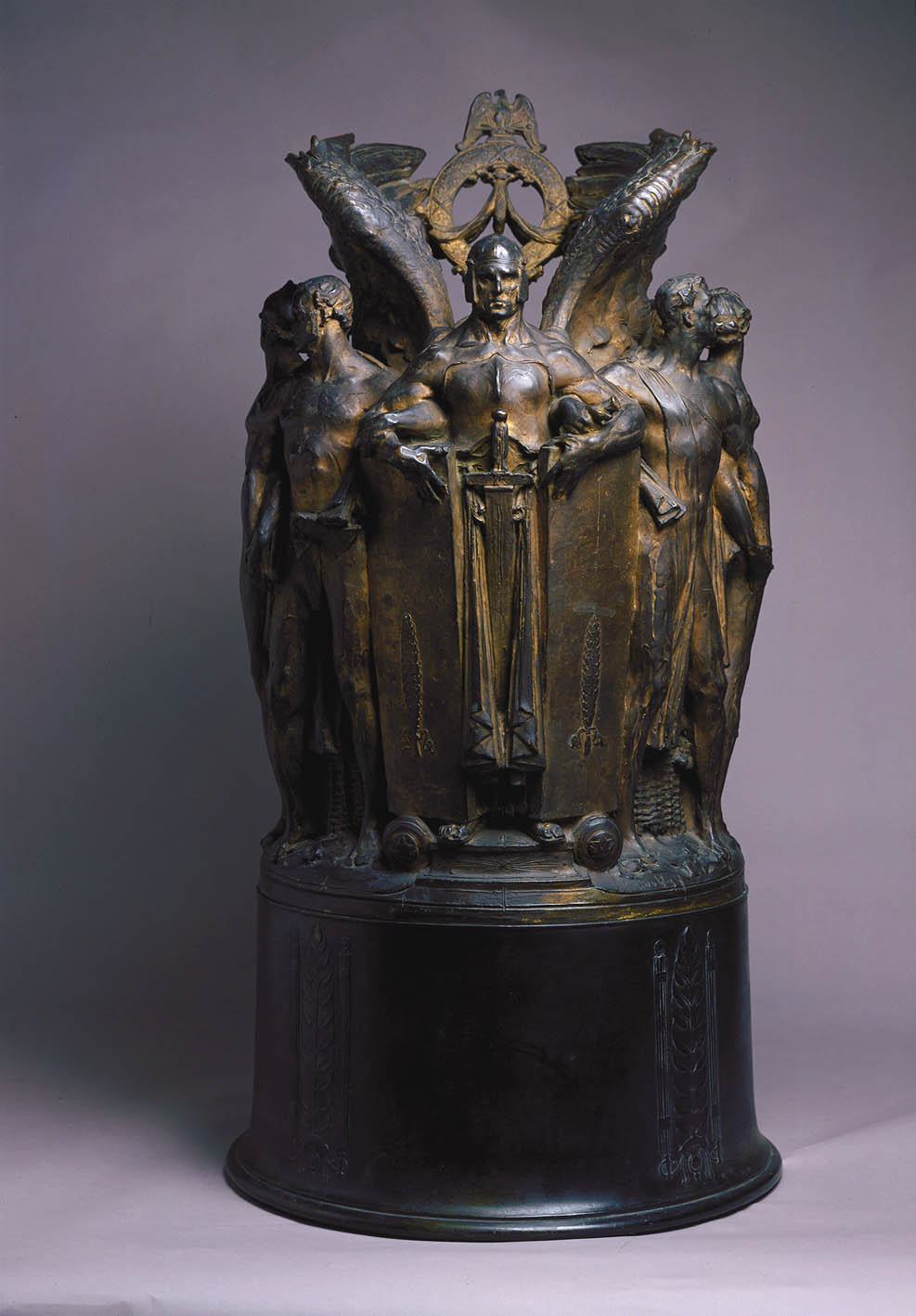
Modell für die Gedenkstätte für Major George Gordon Meade. Smithsonian American Art Museum, Washington, D.C

Charles Grafly war bekannt für seine monumentalen Skulpturen, allegorischen Darstellungen und Porträtbüsten. Zu seinen Hauptwerken zählen:
- The Vulture of War (1895–1899), eine allegorische Darstellung des Krieges, ausgestellt bei der Exposition Universelle 1900 in Paris.
- Pioneer Mother Monument (1913–1915) im Golden Gate Park, San Francisco.
- Major General George Gordon Meade Memorial (1927) in Washington, D.C.
- From Generation to Generation (1897–1898), eine allegorische Bronzeskulptur im Besitz der PAFA.[3]

Seine Porträtbüsten, darunter die von Henry O. Tanner (1896), Frank Duveneck (1915) und Childe Hassam (1918), zeichnen sich durch psychologische Tiefe und technische Präzision aus. Seine Werke befinden sich in den Sammlungen bedeutender Museen wie dem Metropolitan Museum of Art, dem Smithsonian American Art Museum und dem Philadelphia Museum of Art.